# Miyū
Miyū (jap. みゆう, ミユウ) – żeńskie imię japońskie.

## Możliwa pisownia
Miyū można zapisać, używając wielu różnych znaków kanji i może znaczyć m.in.:
- 美優, „piękno, delikatny”
- 美遊, „piękno, gra”
- 美夕, „piękno, wieczór”
- 海優, „morze, delikatny”
- 未有, „jeszcze nie, istnieć”
- 未遊, „jeszcze nie, gra”

## Znane osoby
- Miyū Sawai (美優), japońska modelka i aktorka
- Miyū Tsuzurahara (未有), japoński seiyū i aktorka dziecięca

## Fikcyjne postacie
- Miyū Shirakawa (美夕), bohaterka mangi Hatsukoi Shimai
- Miyū Makimura (未有), bohaterka mangi Mint na Bokura